# Miss Internacional 2004
Miss Internacional 2004 fue la 44.ª edición de Miss Internacional, cuya final se llevó a cabo en el Gimnasio de los Trabajadores, en la ciudad de Pekín, China el 16 de octubre de 2004. Candidatas de 58 países y territorios compitieron por el título. Al final del evento Goizeder Azúa, Miss Internacional 2003 de Venezuela coronó a Jeymmy Paola Vargas de Colombia como su sucesora.

## Resultados
| Resultado               | Candidata |
| ----------------------- | --- |
| Miss Internacional 2004 | - Colombia - Jeymmy Paola Vargas |
| 1.ª finalista           | - Estados Unidos - Amy Lynne Holbrook |
| 2.ª finalista           | - Grecia - Olga Kypriotou |
| Semifinalistas (Top 15) | - Alemania - Natascha Börger - China - Sun Yue - Corea - Kim In-ha - España - Cristina Torres Domínguez - Filipinas - Margaret Ann Bayot - Francia - Lucie Degletagne - India - Mihika Verma - Japón - Tamiko Kawahara - Letonia - Jelena Keirane - Mongolia - Sodtuya Chadraabal - Reino Unido - Laura Shields - Rusia - Nataliya Kolodeznikova |

### Premios Especiales
- Mejor Traje Nacional:  China - Sun Yue
- Miss Simpatía:  Hong Kong - Fu Sze-Sze
- Miss Fotogénica:  Mongolia - Sodtuya Chadraabal

## Relevancia histórica del Miss Internacional 2004
- Colombia gana Miss Internacional por tercera vez.
- Estados Unidos obtiene el puesto de Primera Finalista por séptima ocasión. La última vez fue en 1988.
- Grecia obtiene el puesto de Segunda Finalista por primera vez.
- China, Corea, Francia, Grecia, India, Japón y Rusia repiten clasificación a semifinales.
- Japón clasifica por décimo segundo año consecutivo.
- Corea clasifica por quinto año consecutivo.
- Francia clasifica por tercer año consecutivo.
- China, Grecia, India y Rusia clasifican por segundo año consecutivo. En el caso de China clasifica por segunda vez en la historia de este país en el concurso.
- España clasificó por última vez en 2002.
- Colombia y Mongolia clasificaron por última vez en 2001.
- Filipinas clasificó por última vez en 1998.
- Gran Bretaña clasificó por última vez en 1994.
- Alemania clasificó por última vez en 1992.
- Estados Unidos clasificó por última vez en 1990.
- Letonia clasifica por primera vez en la historia a semifinales.
- De Europa entraron siete representantes a la ronda de cuartos de final, transformándose este en el continente con más semifinalistas; no obstante, solo Grecia llegó a la final.
- Ninguna nación de África u Oceanía clasificaron a la ronda de semifinales.

## Candidatas
58 candidatas de todo el mundo participaron en este certamen.
| - Alemania - Natascha Vanessa Börger Sevilla - Angola - Telma de Jesus Esperança Sonhi - Aruba - Ysaura Giel - Australia - Lacey Davis - Bahamas - Shantell Nicole Hall - Bolivia - Vanessa Patricia Morón Jarzun - Brasil - Grazielli Soares Massafera - Canadá - Adelynn Cupino - Chile - Francisca Valenzuela Rendić - China - Sun Yue - Chipre - Demetra Mouski - Colombia - Jeymmy Paola Vargas Gómez - Corea - Kim In-ha - Costa Rica - Tatiana Vargas Cruz - Ecuador - Irene Andrea Zunino García - Egipto - Dina Abel - El Salvador - Andrea Hernández Tovar - Eslovaquia - Aneta Kailingová - España - Cristina Torres Domínguez - Estados Unidos - Amy Lynne Holbrook - Etiopía - Helina Mezegbu - Filipinas - Margaret Ann "Maan" Awitan Bayot - Finlandia - Henna Ylilauri - Francia - Lucie Degletagne - Grecia - Olga Kipriotou - Hawái - Kellie Peterson - Hong Kong - Fu Sze-Sze - Hungría - Blanka Bakos - India - Mihika Varma | - Islandia - Halldora Rut Bjarnadottir - Israel - Li’or Keren - Japón - Tamiko Kawahara - Letonia - Jelena Keirane - Líbano - Nataly Nasrallah - Malasia - Lim Lee Ching - Marianas del Norte - Kenyelyn Litumular Arriola - México - Bernardette González Mejía - Mongolia - Sodtuya Chadraabal - Noruega - Stephanie Eide Furuguiel - Nueva Caledonia - Yvana Parotu - Panamá - Anabella Isabel Hale Ruíz - Perú - Aldana Joyce García Jahnsen - Polonia - Marta Matyjasik - Puerto Rico - Meredith Herrera Morales - Reino Unido - Laura Shields - República Checa - Michaela Wostlová - República Dominicana - Carol María Arciniegas Jiménez - Rumania - Ramona-Angela Raut - Rusia - Nataliya Kolodeznikova - Senegal - Aminata Dieye - Serbia y Montenegro - Jasna Bozović - Singapur - Sherry Ng Yun Feng - Tailandia - Sunisa Pasuk - Túnez - Rym Laalai - Turquía - Gulsah Sahin - Ucrania - Yuliya Kumpan - Venezuela - Eleidy Maria Aparicio Serrano - Zambia - Cynthia Kanema |

### No concretaron su participación
- Belice - Farah Carisa Evans
- Nigeria - Ene Maya Lawani
- Paraguay - Myriam Raquel Rodríguez
- Sri Lanka - Shehara Silva
- Tahití - Tania Tinirauarii

## Crossovers
| Miss Universo - 2002: Alemania - Natascha Börger (Semifinalista). - 2004: Angola - Telma de Jesus Sonhi (Semifinalista). - 2004: Hungría - Blanka Bakos - 2004: Zambia - Cynthia Kanema Miss Mundo - 2002: Polonia - Marta Matyjasik - 2003: Bahamas - Shantell Nicole Hall - 2003: Zambia - Cynthia Kanema - 2004: Mongolia - Sodtuya Chadraabal Miss Tierra - 2001: Letonia - Jelena Keirane (Semifinalista). - 2003: Polonia - Marta Matyjasik (Tercera finalista). - 2005: Bolivia - Vanessa Morón - 2005: Zambia - Cynthia Kanema Miss Intercontinental - 2002: Alemania - Natascha Börger (Segunda finalista). - 2004: Tailandia - Sunisa Pasuk | Miss Europa - 2002: Alemania - Natascha Börger (Primera finalista). - 2002: Polonia - Marta Matyjasik (Segunda finalista). - 2003: Letonia - Jelena Keirane Reina Hispanoamericana - 2003: Perú - Aldana García Reinado Internacional del Café - 2003: República Dominicana - Carol María Arciniegas (Tercera finalista). - 2004: El Salvador - Andrea Hernández (Top 10) - 2004: Estados Unidos - Amy Lynne Holbrook - 2005: Colombia - Jeymmy Vargas - 2006: Perú - Aldana García Top Model of the World - 2002: Alemania - Natascha Börger (Ganadora). Miss Mar Báltico - 2002: Alemania - Natascha Börger (Ganadora). Miss Turismo Intercontinental - 2003: Tailandia - Sunisa Pasuk |